# Климов, Владимир Владимирович
Владимир Владимирович Климов (род. 2 августа 1961, Киров) — российский политический деятель, депутат Государственной думы третьего и четвёртого созывов.

## Биография
В 1987 г. окончил Всесоюзный юридический институт, в 2004 г. — Академию государственной службы при Президенте РФ. С марта 1996 по декабрь 1999 — депутат Кировской областной думы.

### Депутат госдумы
В декабре 1999 года был избран депутатом Государственной Думы ФС РФ третьего созыва.
В декабре 2003 года был избран депутатом Государственной Думы ФС РФ четвёртого созыва.
В 2005 году награждён орденом Дружбы.